# جيم فيرارو
جيم فيرارو (بالإنجليزية: Jim Ferraro)‏ هو لاعب كرة قدم أمريكية ومحامي أمريكي، ولد في 1957 في غرينيتش في الولايات المتحدة.

## وصلات خارجية
- الموقع الرسمي